# Aedia leucomelas
Aedia leucomelas är en fjärilsart som beskrevs av Carl von Linné sensu Hübner 1803. Aedia leucomelas ingår i släktet Aedia och familjen nattflyn. Inga underarter finns listade i Catalogue of Life.

## Bildgalleri

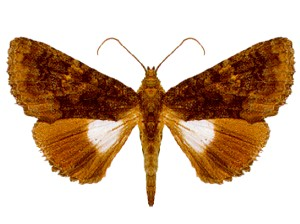
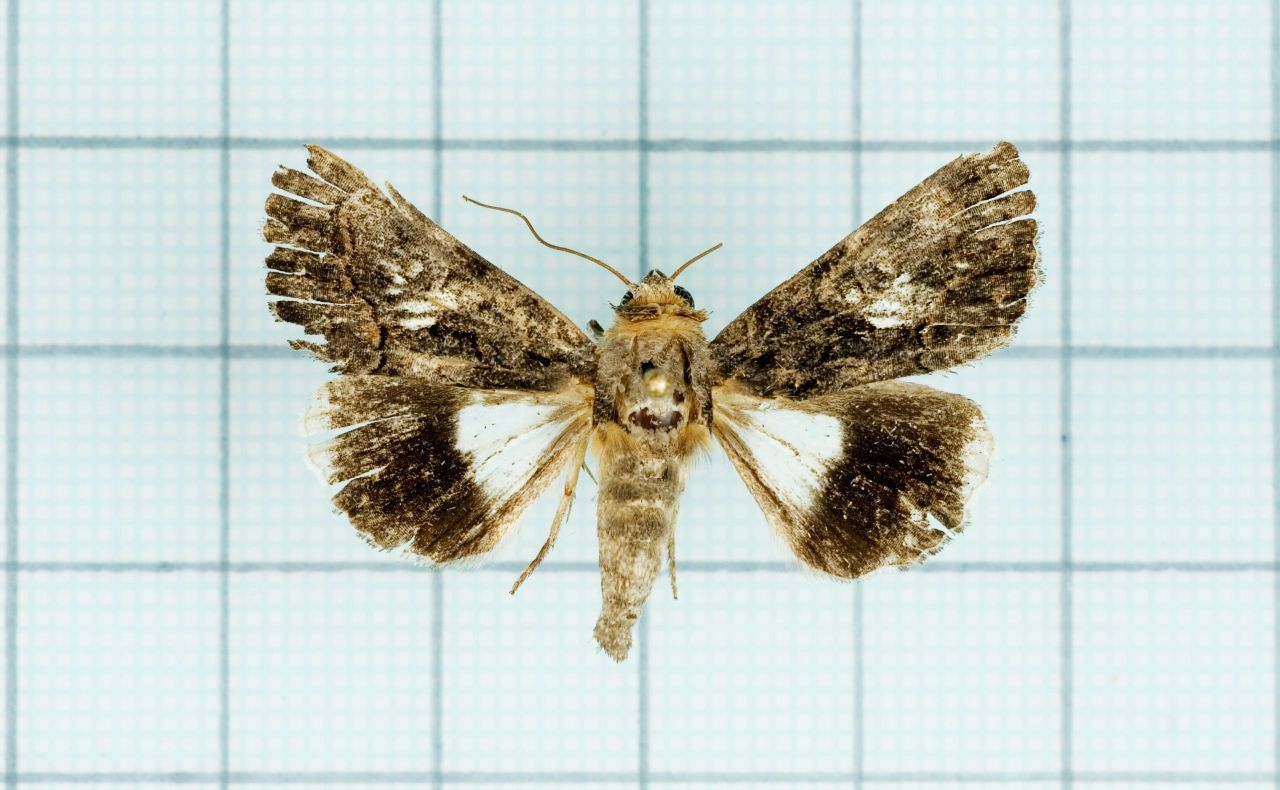
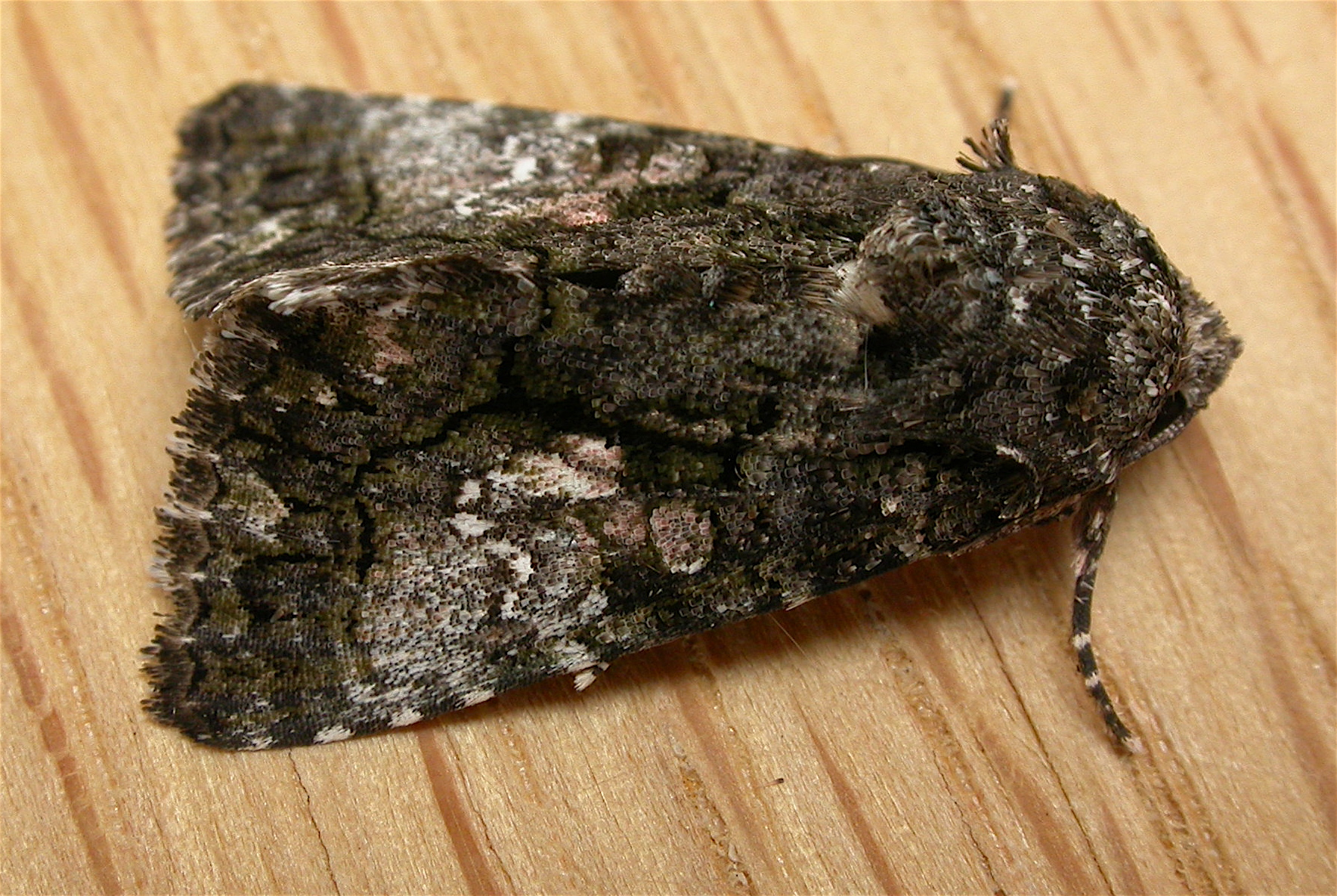